# Callopistria flavorosea
Callopistria flavorosea là một loài bướm đêm trong họ Noctuidae.